# لودویگسشتات
شهر لودویگسشتات (به آلمانی: Ludwigsstadt) در ایالت بایرن در کشور آلمان واقع شده‌است.